# IC 3389
IC 3389 је елиптична галаксија у сазвјежђу Береникина коса која се налази на листи објеката дубоког неба у Индекс каталогу.
Деклинација објекта је + 27° 50' 42" а ректасцензија 12h 28m 23,6s. Привидна величина (магнитуда) објекта IC 3389 износи 16,0 а фотографска магнитуда 17,0.